# خرداد ۱۳۸۵

## پنج‌شنبه: ‎۲۵ خرداد۱۳۸۵(۱۵ ژوئن۲۰۰۶)
- دیدار محمود احمدی‌نژاد در حاشیه اجلاس شانگهای با ولادیمیر پوتین، رئیس‌جمهور روسیه  [پیوند مرده]

## دوشنبه: ‎۲۲ خرداد۱۳۸۵(۱۲ ژوئن۲۰۰۶)
- سرکوب اجتماع زنان در تهران

در تهران پلیس با صدها نفر از زنانی که قصد داشتند با به راه انداختن تظاهراتی در میدان هفت تیر خواستار حقوق قانونی بیشتر برای زنان شوند مقابله کرد. در این اجتماع تعدادی نیز دستگیر شدند.    بایگانی‌شده  در ۲۰۰۶-۱۰-۱۵ توسط Wayback Machine

## یکشنبه: ‎۲۱ خرداد۱۳۸۵(۱۱ ژوئن۲۰۰۶)
- نتیجه مسابقه فوتبال بین مکزیک و ایران در چهارچوب جام جهانی فوتبال ۲۰۰۶: ۳-۱ به سود مکزیک.

## شنبه: ‎۲۰ خرداد۱۳۸۵(۱۰ ژوئن۲۰۰۶)
- نتیجه مسابقه فوتبال بین سوئد و ترینیداد و توباگو در چهارچوب جام جهانی فوتبال ۲۰۰۶: صفر-صفر.

- خودکشی در گوانتانامو

سه زندانی در گوانتانامو با حلق‌آویزکردن خود در سلولشان خودکشی کردند.  

## جمعه: ‎۱۹ خرداد۱۳۸۵(۹ ژوئن۲۰۰۶)
- جام جهانی فوتبال ۲۰۰۶ آلمان در شهر مونیخ آغاز شد. (بی‌بی‌سی فارسی)

## پنجشنبه: ‎۱۸ خرداد۱۳۸۵(۸ ژوئن۲۰۰۶)
- بر اساس گفته‌های نخست وزیر عراق، ابو مصعب الزرقاوی، رهبر گروه القاعده در عراق، در حملهٔ هوایی نیروهای آمریکایی در شمال عراق کشته شد. بی‌بی‌سی فارسی

## دوشنبه: ‎۱۵ خرداد۱۳۸۵(۵ ژوئن۲۰۰۶)
- جایزهٔ قلم طلایی به گنجی اهدا شد.

اکبر گنجی، روزنامه‌نگار سرشناس و ناراضی ایرانی، جایزه قلم طلایی را به عنوان روزنامه‌نگار برگزیده سال ۲۰۰۶ در مراسمی در کاخ کرملین در مسکو پایتخت روسیه دریافت کرد. 

## یک‌شنبه: ‎۱۴ خرداد۱۳۸۵(۴ ژوئن۲۰۰۶)
- تهدید جمهوری اسلامی ایران به ناامن‌سازی حرکت انرژی

سید علی خامنه‌ای:اگر آمریکایی‌ها دربارهٔ ایران دست از پا خطا کنند، قطعاً حرکت انرژی در منطقه (خلیج فارس) به خطر خواهد افتاد و آمریکا نیز قادر به تأمین امنیت انرژی در منطقه نخواهد بود.  

## چهارشنبه: ‎۱۱ خرداد۱۳۸۵(۱ ژوئن۲۰۰۶)
- درگذشت مترجم

م.ا. به‌آذین مترجم و فعال سیاسی نام‌آوازهٔ ایرانی در سن ۹۲ سالگی در بیمارستان آراد تهران درگذشت.

## چهارشنبه: ‎۳ خرداد۱۳۸۵(۲۴ مه۲۰۰۶)
- شصت جنگجوی طالبان در یک درگیری کشته شدند

یک مقام ارتش ملی افغانستان گفته‌است که شصت جنگجوی مظنون به عضویت در گروه طالبان، در جنوب کشور کشته شده‌اند. 

## سه‌شنبه: ‎۲ خرداد۱۳۸۵(۲۳ مه۲۰۰۶)
- توقیف موقت روزنامه ایران

در پی بالاگرفتن اعتراضها به چاپ کاریکاتوری در هفته نامهٔ «ایران جمعه»، دادسرای تهران حکم بازداشت مهرداد قاسمفر، سردبیر این هفته‌نامه و مانا نیستانی، طراح این کاریکاتور را صادر کرد.   